# 小林惠
小林惠（こばやし めぐみ、1977年4月24日—）是日本神奈川縣橫濱市出身的一位模特兒、女演員、及歌手。身高164cm、血型是A型。日出女子學園高等學校畢業。所屬公司為A-team藝能。2006年以後以「meg」為名轉型為爵士樂歌手。 

## 演出經歷

### 電視劇
- 《湘南女子寮物語》（1993年7月-9月、朝日電視台） - 間山繪美
- 《幕末高校生》（1994年1月-2月、富士電視台系） - 柳澤佳織
- 《運命の森》（1994年4月-7月、東海電視台 - 淺倉五月（少女期）
- 《お玉・幸造夫婦です》（1994年7月-9月、日本電視台）
- 《熱力十七歲》（1994年、富士）
- 《弁護士・朝日岳之助》(6) （1995年1月10日、朝日）
- 《恋人をつくる100の方法》（1995年2月-3月、朝日）- 未亞(主演)
- 《宝引の辰捕者帳》（1995年3月-8月、NHK）
- 《終らない夏》（1995年7月-9月、日本電視台） - 大塚由希
- 《俺たちの銀行強盜》（1996年1月6日、朝日） - 吉田茜
- 《元気をあげる～救命救急医物語》（1996年1月-2月、NHK） - 田岡かおり
- 《誰かが誰かに恋してる》（1996年3月29日、TBS）
- 《川の見える病院から》（1997年3月18日、朝日）
- 《新幹線'97恋物語》（1997年4月-6月） - 園田真由美
- 《あぐり》（1997年、NHK） - 鈴音
- 《實習醫生奈奈子》（1997年10月-12月、朝日）- 藤堂あずさ
- 《浅見光彦シリーズ》(5)（1997年12月19日、富士） - 中瀨古朝子(女主角)
- 《三姊妹探偵團》（1998年1月-3月、NTV）
- 《甘い生活。》（1999年7月-9月、NTV）
- 《バースデー～こちら椿産婦人科》（1999年10月-12月、東京電視台）
- 《盲人探偵松永禮太郎》(12)（2000年4月25日、NTV） - 藤原由子
- 《牟田刑事官事件FILE》(29)（2001年2月24日、朝日） - 橫溝日出子
- 《陰の季節》(4)（2002年10月28日、TBS） - 山名悅子
- 《ドクVSデカ 心療內科醫＆殺人課刑事搜查FILE》（2002年12月14日、朝日） - 高田沙織
- 《加賀百万石 嫁とり殺人》（2003年4月26日、朝日） - 杉田美代子
- 《密室の抜け穴》（2003年5月5日、TBS） - 三村多佳子
- 《警視廳女性搜查班》(4)（2003年10月25日、朝日）

### 電影
- 《さすらいのトラブルバスター》（1996年、松竹）
- 《摩斯拉》（1996年、東寶）
- 《摩斯拉2 海底大決戰》（1997年、東寶）
- 《摩斯拉3 王者基多拉來襲》（1998年、東寶）
- 《お受験》（1999年、松竹）
- 《小勇者們～卡美拉～》（2006年、松竹）

### CD・DVD
- ZAP!ZAP!ZAP!（1995年、新力音樂）
- 恋は胸に咲き乱れ（1996年、新力音樂）
- Future（1998年、國王唱片、摩斯拉3 王者基多拉來襲片尾曲）
- 十六夜-IZAYOI-（1999年、國王唱片）

### 寫真集
- 16の夏（1993年） ISBN 978-4796201278
- PROFILE（1995年） ISBN 978-4847023927

## 外部連結
- Jazz Singer meg's official web site
- 公式BLOG （页面存档备份，存于）
- FM YOKOHAMA DJ PROFILE